# Chikkamandiganahalli, Hassan
Chikkamandiganahalli là một làng thuộc tehsil Hassan, huyện Hassan, bang Karnataka, Ấn Độ.